# Observatorio Internacional del Monte Graham
Observatorio Internacional del Monte Graham (en inglés: Mount Graham Internacional Observatory), o MGIO, es una división del Observatorio Steward, investigador del departamento de Astronomía de la Universidad de Arizona. Se localiza en el sureste de Arizona en la sierra de Pinaleño cerca del Monte Graham. Científicos investigadores de todo del mundo hacen uso de las instalaciones de este observatorio.
La construcción del MGIO comenzó en 1989. MGIO actualmente opera y mantiene instalaciones para tres organizaciones científicas. Los primeros dos telescopios, el telescopio de avanzada tecnología del Vaticano y el telescopio Submilimeter Heinrich Hertz comenzaron a funcionar en 1993.
Se realizan visitas públicas del MGIO por el Eastern Arizona College (EAC) del campus Discovery Park. Las reservas y los permisos de visita deben ser obtenidos a través del Discovery campus del EAC.

## Lista de instalaciones del MGIO
- Large Binocular Telescope (LBT) Operado por la corporación de Large Binocular Telescope.
- Heinrich Hertz Submillimeter Telescope (HHST, Operado por Arizona Radio Observatory.
- Vatican Advanced Technology Telescope (VATT), Operado por el Observatorio Vaticano.